# Провулок Олега Кошового (Київ)
Прову́лок Оле́га Кошово́го — провулок у Голосіївському районі міста Києва, місцевість Добрий Шлях. Пролягає від вулиці Добрий Шлях до тупика.
Прилучається вулиця Горяна.

## Історія
Провулок виник у 1-й половині XX століття під назвою Нова вулиця. Сучасна назва на честь учасника «Молодої гвардії» Героя Радянського Союзу Олега Кошового — з 1955 року.